# František Korbel
František Korbel (* 29. února 1976 Tábor) je český právník a politik.

## Život
Po absolvování gymnázia v Táboře vystudoval Právnickou fakultu Masarykovy univerzity v Brně (1995–2000), kde získal i doktorát (Ph.D.) obhajobou disertační práce na téma Právo na informace. Studoval též sociologii na Filozofické fakultě Masarykovy univerzity v Brně, masovou komunikaci na Fakultě sociálních věd Univerzity Karlovy v Praze a právo na stážích na právnických fakultách v Německu a Rakousku (Saarbrucken, Salzburg, Leipzig).
V letech 1997–1998 působil na Ústavním soudu, v letech 1999–2001 byl právníkem Městského úřadu Tábor, 2001–2004 byl advokátním koncipientem a 2004–2007 advokátem. Od roku 2002 je členem zastupitelstva a v letech 2002–2007 byl radním města Tábor. Od roku 2006 je členem Legislativní rady vlády. V letech 2007–2013 byl náměstkem ministrů spravedlnosti Jiřího Pospíšila, Pavla Blažka a Marie Benešové.
Na Ministerstvu spravedlnosti vedl po celou dobu svého působení legislativní sekci. Podílel se na přijímání nového občanského zákoníku a jeho implementaci v rámci projektu Nové soukromé právo, nového trestního zákoníku, zákona o obětech trestných činů, zákona o výkonu zabezpečovací detence, zákona o mediaci, reformy doručování a zákona o elektronických úkonech a autorizované konverzi dokumentů, velkých novelách občanského soudního řádu, trestního řádu, exekučního řádu, zákona o soudech a soudcích, zákona o vyšších soudních úřednících, insolvenčního zákona a dalších. V roce 2013 získal čestné uznání Bílého kruhu bezpečí za osobní nasazení při prosazování zákona o obětech trestných činů.
Od roku 2010 řídil též projekt eJustice, prosadil zveřejňování judikatury nižších soudů (sám si u Ústavního soudu vymohl zrušení části zákona o svobodném přístupu k informacím, která bránila zveřejňování nepravomocných rozsudků soudů, nález 123/2010 Sb.), stál u zrodu elektronického soudního spisu. Po dokončení projektu nového občanského zákoníku se rozhodl dobrovolně odejít z funkce náměstka ministra spravedlnosti a vrátit se do advokacie, od podzimu 2013 působí jako partner česko-slovenské advokátní kanceláře Havel & Partners.
Odborně se věnuje zejména legislativě, správnímu soudnictví, e-Governmentu a právu na informace, které přednáší a vyučuje jako odborný asistent na katedře správního práva a správní vědy na Právnické fakultě Univerzity Karlovy v Praze. V oboru publikoval řadu článků, dvě vydání komentáře k informačním zákonům (Linde Praha 2004, 2005) a soubor judikatury ve věcech práva na informace (Wolters Kluwer, 2013). Je členem redakční rady časopisu Správní právo, pravidelně přispívá aktualitami do časopisu Soudní rozhledy.

## Dílo
- Korbel, F. a kol.: Právo na informace : zákon o svobodném přístupu k informacím : zákon o právu na informace o životním prostředí: komentář. Praha. Linde, 2004 a 2005
- Štenglová, I., Drápal, L., Púry, F., Korbel, F.: Obchodní tajemství. 1. Vydání. Praha. LINDE Praha, a. s., 2005
- Černý, P., Dohnal, V., Korbel, F., Prokop, M.: Průvodce novým správním řádem. Praha. Linde Praha, a. s., 2006
- Holländer, P., Korbel, F. a kol.: Einführung in das tschechische Recht, C.H.Beck. Mnichov, 2009
- Korbel, F. a kol.: Současný stav správy justice a pokusy o jeho reformu, sborník Česká justice – otázky správy a nezávislosti. Transparency International Česká republika, 2010
- Korbel, F. a kol.: Převodové tabulky a rejstříky pro nový občanský zákoník, zákon o obchodních korporacích a ZMSP 2014. Ostrava. Sagit, 2012
- Eliáš, K, Korbel, F.: Úvod k občanskému zákoníku, Nový občanský zákoník s aktualizovanou důvodovou zprávou. Ostrava, Sagit, 2012
- Korbel, F.: Přehled judikatury ve věcech práva na informace. Praha. Wolters Kluwer, 2013
- Ryšávková, V., Benátčanová, P., Prudíková, D., Korbel, F.: Nový občanský zákoník úplně pro všechny. Grada Publishing. Praha, 2014
- Korbel, F. in Melzer, F., Tégl, P. a kol.: Občanský zákoník – velký komentář. Svazek I. Svazek III. Praha. Leges, 2013, 2014
- Korbel, F. in Jirsa, J. a kol. Občanské soudní řízení. Soudcovský komentář. Praha. Wolters Kluwer, 2013, 2016
- Ištvánek, F., Simon, P., Korbel, F.: Zákon o odpovědnosti za škodu způsobenou při výkonu veřejné moci rozhodnutím nebo nesprávným úředním postupem. Komentář. Praha. Wolters Kluwer, 2017